# Liste der Biografien/Bernh
Liste der Biografien |
Portal Biografien |
Personensuche
# |
A |
B |
C |
D |
E |
F |
G |
H |
I |
J |
K |
L |
M |
N |
O |
P |
Q |
R |
S |
T |
U |
V |
W |
X |
Y |
Z |
?
 
Ba |
Be |
Bd |
Bg |
Bh |
Bi |
Bj |
Bl |
Bm |
Bn |
Bo |
Br |
Bs |
Bu |
Bw |
By |
Bz
 
Bea–Beb |
Bec |
Bed |
Bee |
Bef |
Beg |
Beh |
Bei |
Bej |
Bek |
Bel |
Bem |
Ben |
Beo |
Bep |
Beq |
Ber |
Bes |
Bet |
Beu |
Bev |
Bew |
Bex |
Bey |
Bez
 
Bera |
Berb |
Berc |
Berd |
Bere |
Berf |
Berg |
Berh |
Beri |
Berj |
Berk |
Berl |
Berm |
Bern |
Bero |
Berq |
Berr |
Bers |
Bert |
Beru |
Berv |
Berw |
Berx |
Bery |
Berz
 
Berna |
Bernb |
Bernd |
Berne |
Bernf |
Berng |
Bernh |
Berni |
Bernk |
Bernl |
Bernn |
Berno |
Bernp |
Bernr |
Berns |
Bernt |
Bernu |
Bernw |
Berny |
Bernz
Die Liste der Biografien führt alle Personen auf, die in der deutschsprachigen Wikipedia einen Artikel haben. Dieses ist eine Teilliste mit 348 Einträgen von Personen, deren Namen mit den Buchstaben „Bernh“ beginnt.

## Bernh

### Bernha

#### Bernhag
- Bernhagen, Patrick (* 1970), deutscher Politikwissenschaftler

#### Bernhar
- Bernhar († 826), Bischof von Worms, Abt von Weißenburg
- Bernhar († 1005), Abt von Hersfeld

##### Bernhard
- Bernhard, Graf von Borghorst, Legat Heinrich I.
- Bernhard († 1023), Bischof von Schwerin, Bischof von Oldenburg, residierte auf der Mecklenburg
- Bernhard († 1346), Domherr und Graf von Ravensberg
- Bernhard († 818), König von Italien
- Bernhard, außerehelicher Sohn Kaiser Karl III. und Thronprätendent
- Bernhard, Missionsbischof in Pommern
- Bernhard († 1455), Herzog von Oppeln, Falkenberg und Strehlitz
- Bernhard (1517–1553), Markgraf von Baden-Pforzheim
- Bernhard (1638–1678), Herzog des Herzogtums Sachsen-Jena
- Bernhard Arcuficis († 1435), Dominikaner, Titularbischof von Callipollis und Weihbischof in Breslau
- Bernhard Ayglerius († 1282), Abt von Montecassino, Kardinal und theologischer Schriftsteller
- Bernhard der Däne, normannischer Adliger
- Bernhard der Gute († 1227), deutscher Ritter, Kreuzfahrer und Diplomat
- Bernhard Heinrich von Sachsen-Weimar-Eisenach (1878–1900), Prinz von Sachsen-Weimar-Eisenach
- Bernhard Hilz († 1619), römisch-katholischer Geistlicher
- Bernhard I., Graf von Werl
- Bernhard I. († 995), Graf von Armagnac
- Bernhard I. († 1160), Bischof von Paderborn
- Bernhard I. († 1229), Graf von Lebenau
- Bernhard I. († 1011), Herzog von Sachsen
- Bernhard I., Edelherr zur Lippe
- Bernhard I. (1218–1287), Fürst von Anhalt-Bernburg
- Bernhard I., Herr zu Werle
- Bernhard I. († 1286), Herzog von Jauer und Löwenberg
- Bernhard I. (1364–1431), Markgraf von Baden (1372–1431)
- Bernhard I. († 1434), Fürst von Lüneburg
- Bernhard I. (1649–1706), Herzog von Sachsen-MeiningenBernhard I. (1649–1706)

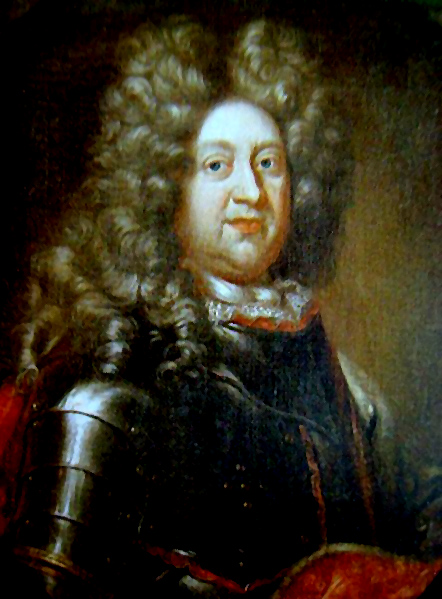
Bernhard I. (1649–1706)

- Bernhard I. von Hildesheim († 1154), Bischof von Hildesheim
- Bernhard I. von Lebus, erster Bischof von Lebus
- Bernhard I. von Ratzeburg († 1195), Graf von Ratzeburg
- Bernhard I. von Scheyern († 1104), Graf von Scheyern, Stifter des Klosters Fischbachau und Vogt von Freising, Weihenstephan und Tegernsee
- Bernhard II. († 874), Graf von Toulouse, Rouergue, Limoges, Nîmes, Carcassonne, Rasès und Albi
- Bernhard II., Graf von Haldensleben und Markgraf der Nordmark
- Bernhard II. († 1463), Herzog von Sachsen-Lauenburg
- Bernhard II. († 1059), Herzog von Sachsen
- Bernhard II., Graf von Werl und in Friesland
- Bernhard II. († 1224), erster Regent des Landes Lippe, Sohn Hermanns I.Bernhard II. († 1224)

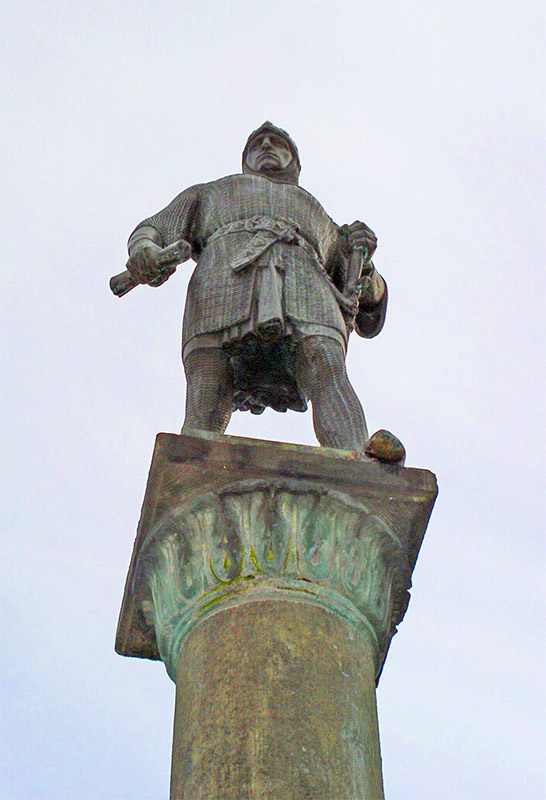
Bernhard II. († 1224)

- Bernhard II., Fürst von Anhalt-Bernburg
- Bernhard II. († 1326), Herzog von Schweidnitz, Herr von Fürstenstein und Jauer
- Bernhard II. († 1382), Herr zu Werle-Waren
- Bernhard II. († 1458), Markgraf von Baden
- Bernhard II. († 1464), deutscher Geistlicher, Bischof von Hildesheim (1452–1458) und Fürst von Lüneburg (1457–1464)
- Bernhard II. (1800–1882), Herzog von Sachsen-Meiningen
- Bernhard II. von Lebus, Bischof von Lebus
- Bernhard II. von Ratzeburg († 1198), Graf von Ratzeburg
- Bernhard II. von Wölpe (1176–1221), Graf von Wölpe
- Bernhard III. († 1223), Bischof von Paderborn
- Bernhard III. (1140–1212), Herzog von Sachsen
- Bernhard III., Herr von Lippe
- Bernhard III. († 1348), Fürst von Anhalt-Bernburg
- Bernhard III. (1474–1536), Markgraf von Baden-Baden
- Bernhard III. (1851–1928), letzter regierende Herzog von Sachsen-Meiningen (1914–1918)Bernhard III. (1851–1928)

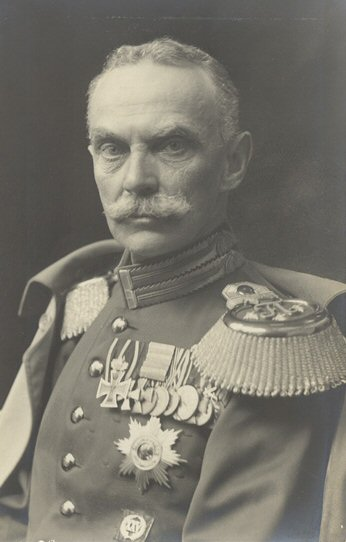
Bernhard III. (1851–1928)

- Bernhard III. von Wölpe († 1310), Erzbischof von Magdeburg
- Bernhard IV. († 1247), Bischof von Paderborn
- Bernhard IV. († 1275), Landesherr der Herrschaft Lippe
- Bernhard IV. († 1354), Fürst von Anhalt-Bernburg
- Bernhard V. (1277–1341), römisch-katholischer Bischof
- Bernhard V., Herr von Rheda (1344–1364)
- Bernhard VI. († 1415), Herr von Lippe (1410–1415)
- Bernhard VII. (1428–1511), deutscher Edelherr zur Lippe
- Bernhard VII. (1540–1570), Fürst von Anhalt
- Bernhard VIII. (1527–1563), Graf zur Lippe
- Bernhard von Anhalt (1571–1596), Oberst des Obersächsischen Reichskreises
- Bernhard von Bentheim (1330–1421), Dompropst in Münster und Graf von Bentheim
- Bernhard von Billerbeck, Vizedominus und Domherr in Münster
- Bernhard von Billerbeck († 1336), Domherr in Münster
- Bernhard von Bremen, Domherr in Münster
- Bernhard von Büderich († 1457), deutscher Ordensbruder und Rektor
- Bernhard von Chartres, mittelalterlicher Philosoph
- Bernhard von Clairvaux († 1153), mittelalterlicher Abt, Kreuzzugsprediger und MystikerBernhard von Clairvaux († 1153)

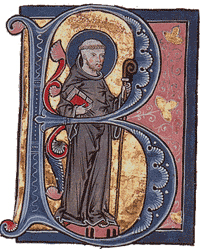
Bernhard von Clairvaux († 1153)

- Bernhard von Cles (1485–1539), Kardinal der katholischen Kirche
- Bernhard von Cluny, englischer oder französischer Benediktinermönch, Dichter und Satiriker
- Bernhard von Gordon, französischer Humanmediziner, Professor an der medizinischen Fakultät der Universität Montpellier
- Bernhard von Gothien, Graf von Barcelona und Poitou
- Bernhard von Gützkow († 1319), Graf von Gützkow
- Bernhard von Hadmersleben († 968), Bischof von Halberstadt
- Bernhard von Hamburg, Archidiakon im Domstift Lebus und Protonotar der Mark Brandenburg
- Bernhard von Hövel, Domherr in Münster
- Bernhard von Hövel († 1449), Vizedominus und Domherr in Münster
- Bernhard von Ibbenbüren († 1203), Bischof von Paderborn
- Bernhard von Kamenz († 1296), Bischof von Meißen (1293–1296)
- Bernhard von Konstanz († 1088), Gelehrter und Publizist
- Bernhard von Kraiburg (1412–1477), Bischof von Chiemsee, Kanzler des Erzbischofs von Salzburg
- Bernhard von Lohn, Tuchhändler
- Bernhard von Menthon, römisch-katholischer Heiliger und Schutzpatron der BergleuteBernhard von Menthon

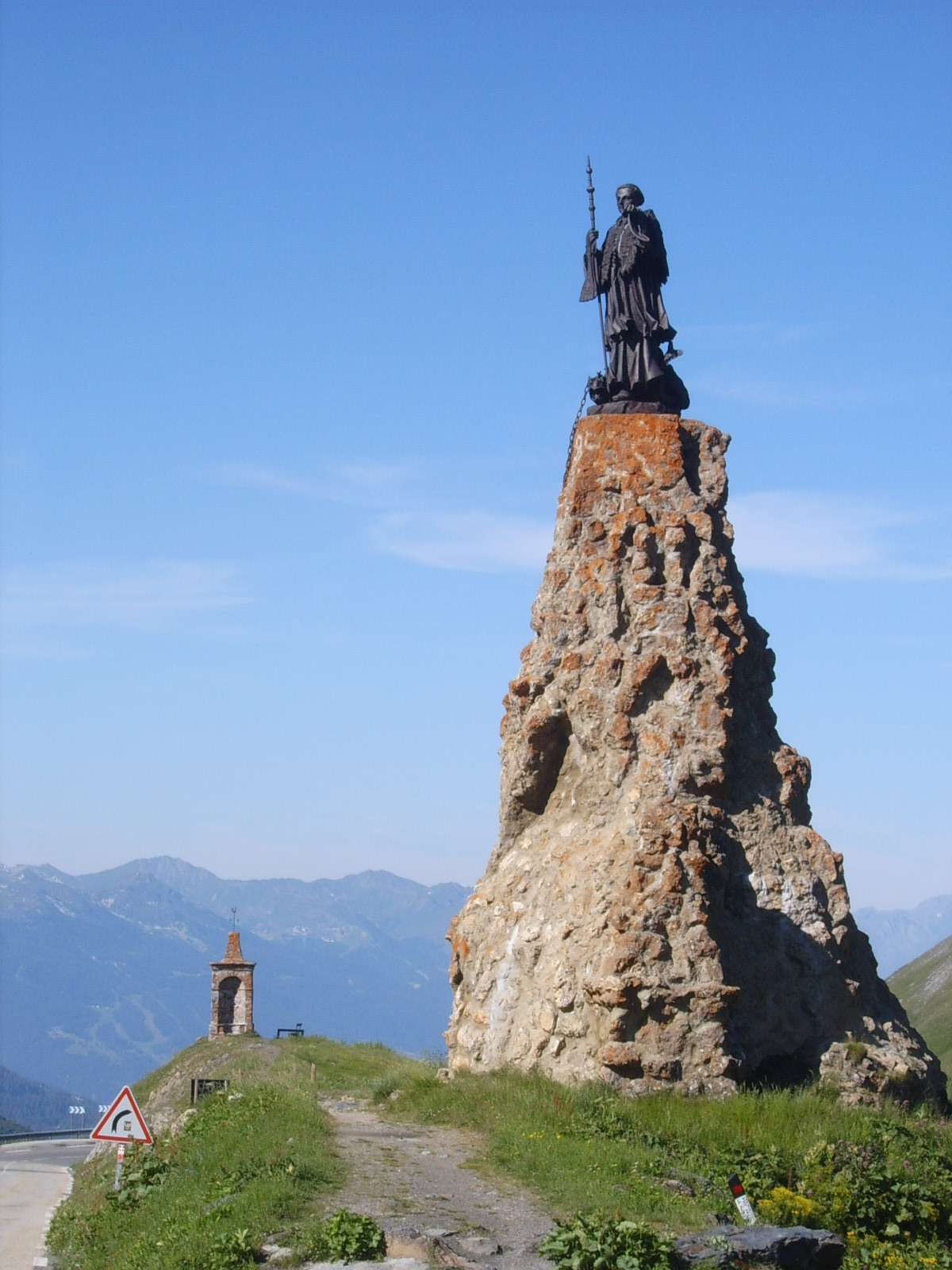
Bernhard von Menthon

- Bernhard von Minden, Bischof von Minden
- Bernhard von Pavia († 1213), italienischer Kanonist und Bischof von Faenza und Pavia
- Bernhard von Poitiers, fränkischer Adliger; Markgraf
- Bernhard von Prag, Bischof von Prag
- Bernhard von Prambach († 1313), deutscher Bischof
- Bernhard von Quintavalle, erster Gefährte des Heiligen Franz von Assisi
- Bernhard von Sachsen-Lauenburg († 1523), Dompropst in Köln und Münster
- Bernhard von Sachsen-Weimar (1604–1639), Feldherr des Dreißigjährigen KriegsBernhard von Sachsen-Weimar (1604–1639)

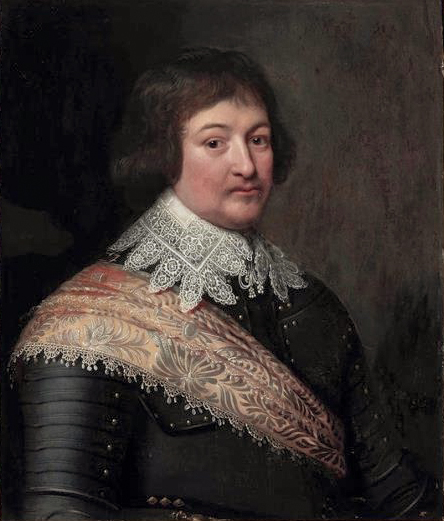
Bernhard von Sachsen-Weimar (1604–1639)

- Bernhard von Septimanien († 844), Staatsmann am Hofe Kaiser Ludwigs des Frommen
- Bernhard von Spanheim († 1256), Herzog von Kärnten
- Bernhard von St. Gallen, Abt des Benediktinerklosters St. Gallen
- Bernhard von Steinfurt († 1193), Dompropst im Bistum Münster
- Bernhard von Stübing († 1152), Hochfreier
- Bernhard von Tiron († 1116), Gründer des Klosters bei Tiron
- Bernhard von Trixen († 1147), Graf von Trixen, Vogt von St. Paul und St. Lambrecht
- Bernhard von Valence († 1135), provenzalischer Kleriker, lateinischer Patriarch von Antiochien, Bischof von Artah
- Bernhard von Waging († 1472), Benediktinermönch und Vertreter der spätmittelalterlichen Reformbewegungen im süddeutschen Raum
- Bernhard von Waldeck (1561–1591), Bischof von Osnabrück (1585–1591)
- Bernhard zur Lippe-Biesterfeld (1911–2004), Prinzgemahl der NiederlandeBernhard zur Lippe-Biesterfeld (1911–2004)

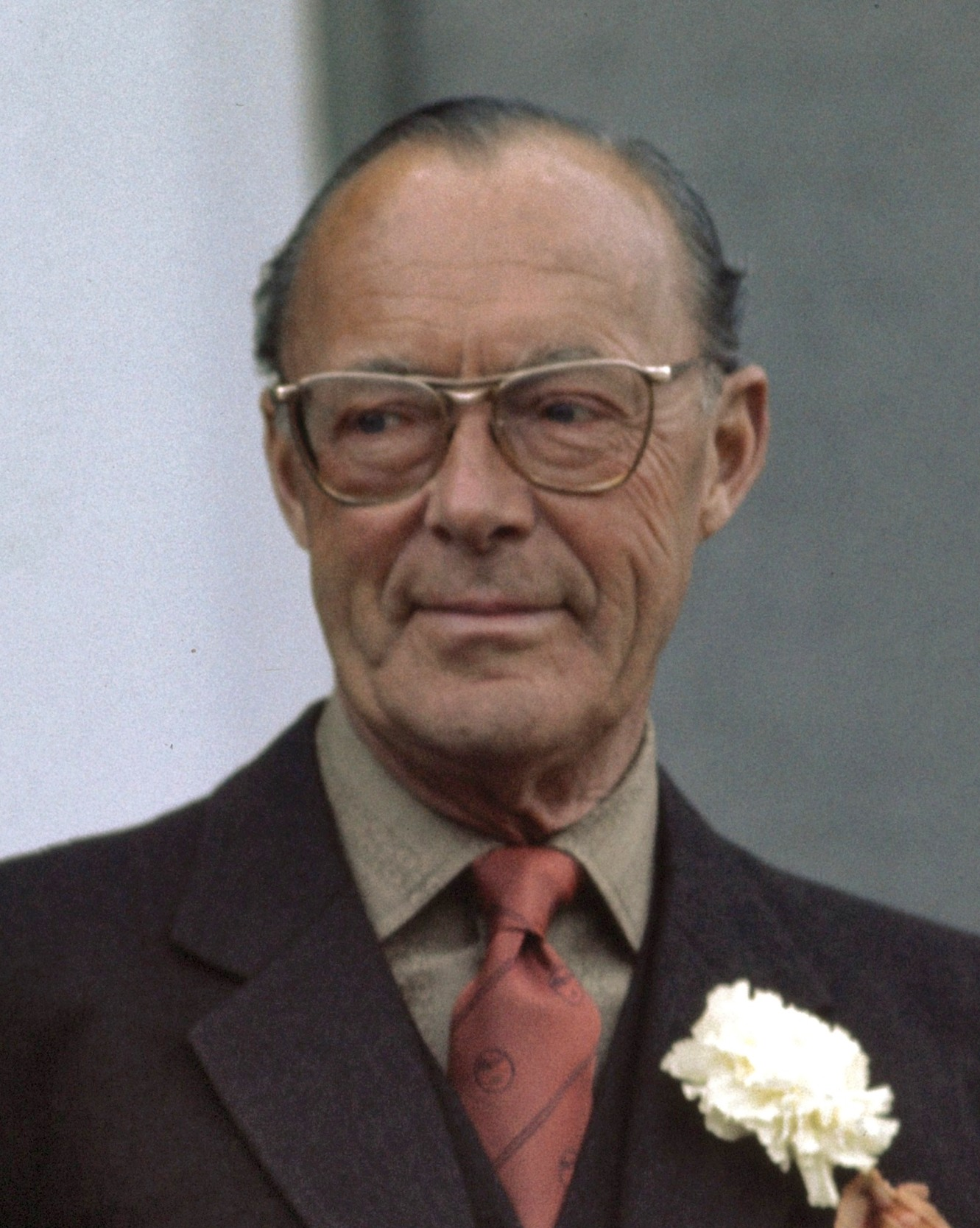
Bernhard zur Lippe-Biesterfeld (1911–2004)

- Bernhard, Adam Karl (1807–1893), hessischer Orgelbauer
- Bernhard, Adolf (1882–1942), deutscher römisch-katholischer Geistlicher und Märtyrer
- Bernhard, Alexander (1927–2024), deutscher Chirurg und Hochschullehrer
- Bernhard, Andreas (* 1985), deutscher Samboka / Mixed-Martial-Arts-Kämpfer
- Bernhard, Anouschka (* 1970), deutsche Fußballspielerin
- Bernhard, Armin (* 1954), deutscher Automobilrennfahrer
- Bernhard, Arnold (* 1886), deutscher Fabrikant und Vorsitzender der Jüdischen Gemeinde in Rostock
- Bernhard, Athanasius (1815–1875), böhmischer Zisterzienser und Abt des Klosters Osek (1853–1875)
- Bernhard, Auguste (1822–1860), deutsche Theaterschauspielerin
- Bernhard, Christian (* 1963), österreichischer Politiker, Vorarlberger Landesrat
- Bernhard, Christoph (1628–1692), deutscher Sänger (Tenor), Komponist, Kapellmeister und Musiktheoretiker
- Bernhard, Christoph (* 1979), deutscher Schauspieler
- Bernhard, Claudia (* 1961), deutsche Politikerin (Die Linke), Bremische Senatorin
- Bernhard, Dagmar (* 1981), österreichische Schauspielerin und Sängerin
- Bernhard, Emil (1881–1964), Politiker
- Bernhard, Erika, österreichische Diplomatin
- Bernhard, Ernst (1896–1965), deutscher Psychoanalytiker
- Bernhard, Ernst-Dieter (1924–2017), deutscher Generalleutnant und Pilot
- Bernhard, Erwin (1852–1914), deutschbaltischer Architekt
- Bernhard, Felix (* 1973), deutscher Sachbuchautor und Unternehmensberater
- Bernhard, Franz (1931–1971), deutscher Indologe und Hochschullehrer
- Bernhard, Franz (1934–2013), deutscher Bildhauer
- Bernhard, Franz (1934–2000), österreichischer Jurist und Politiker (ÖVP)
- Bernhard, Franz Julius (1810–1873), deutscher evangelisch-lutherischer Pfarrer und Autor
- Bernhard, Franz Xaver (1726–1780), deutscher Kirchenmaler des Barock
- Bernhard, Friedrich (1888–1945), deutscher Generalleutnant im Zweiten Weltkrieg
- Bernhard, Friedrich (1897–1949), deutscher Chirurg und Hochschullehrer
- Bernhard, Friedrich Wilhelm (1804–1861), hessischer Orgelbauer
- Bernhard, Fritz (1895–1966), Schweizer Kunstmaler
- Bernhard, Fritz (1913–1993), deutscher Kernphysiker
- Bernhard, Georg (1875–1944), deutscher Journalist, Politiker (DDP), MdR und NS-Gegner
- Bernhard, Gerald (* 1956), deutscher Romanist
- Bernhard, Günter (1926–2014), österreichischer Sportwissenschaftler
- Bernhard, Hans (1888–1942), Schweizer Politiker (BGB)
- Bernhard, Hans-Dietrich (* 1945), deutscher Diplomat
- Bernhard, Hans-Joachim (1929–2008), deutscher Germanist, Literarhistoriker und Hochschullehrer
- Bernhard, Heiner (* 1957), deutscher Politiker (SPD), Oberbürgermeister von Weinheim
- Bernhard, Heinrich (1897–1983), deutscher SS-Führer im Reichssicherheitshauptamt
- Bernhard, Helmut (* 1948), deutscher Provinzialrömischer Archäologe
- Bernhard, Henry (1896–1960), deutscher Zeitungsverleger, Journalist und Politiker
- Bernhard, Henry (* 1969), deutscher Journalist, Regisseur und Autor
- Bernhard, Joachim (* 1961), deutscher SchauspielerJoachim Bernhard (* 1961)

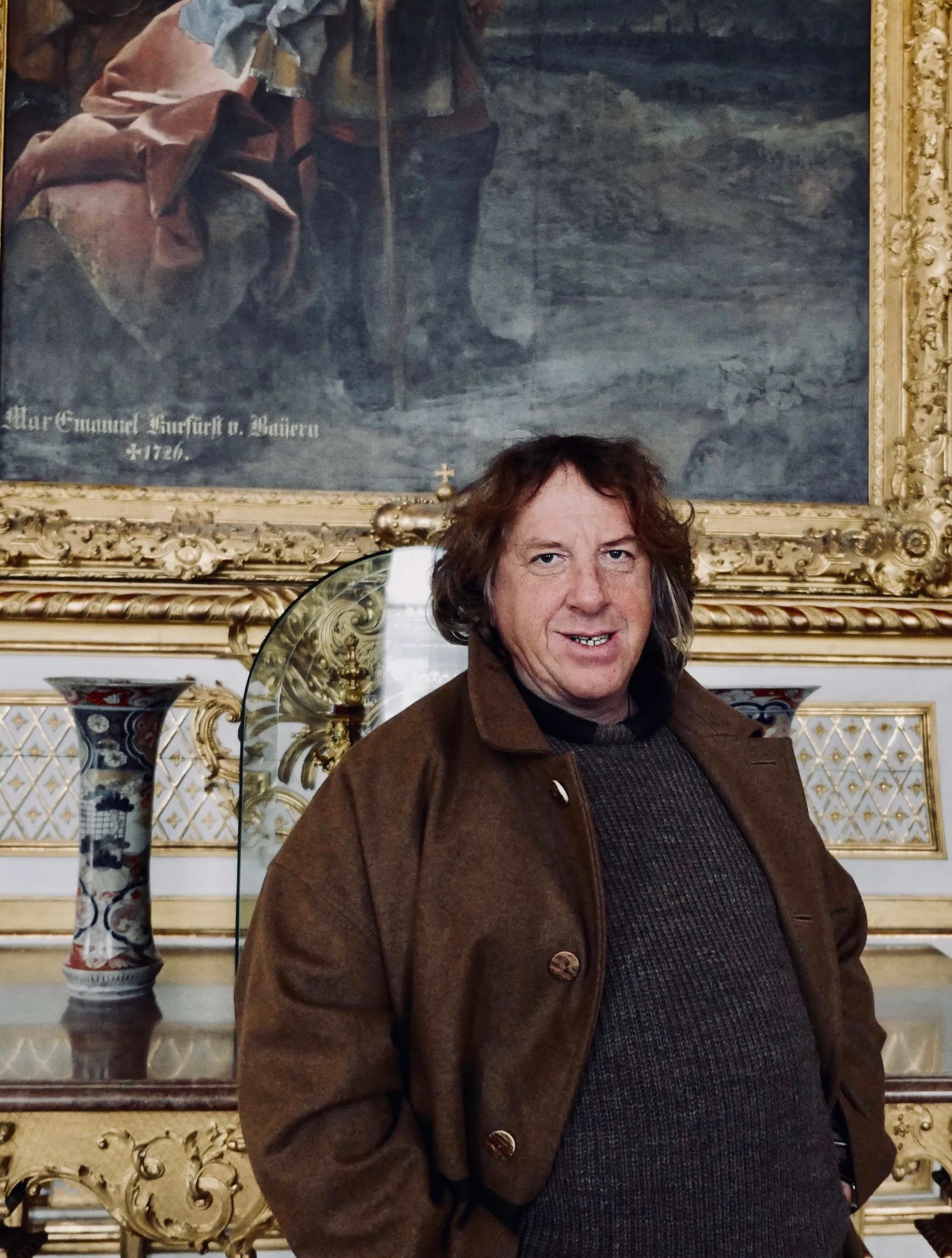
Joachim Bernhard (* 1961)

- Bernhard, Johann, deutscher Theologe der Reformationszeit
- Bernhard, Johann Adam (1688–1771), deutscher Historiker und Archivar
- Bernhard, Johann Hartmann (1773–1839), hessischer Orgelbauer
- Bernhard, Johannes (1846–1915), deutscher evangelischer Geistlicher
- Bernhard, Josef Hermann (1925–2020), deutscher Informatiker und Hochschullehrer
- Bernhard, Julia (* 1992), deutsche Comiczeichnerin und Illustratorin
- Bernhard, Julius Adolf (1841–1924), deutscher Gymnasiallehrer und Altphilologe
- Bernhard, Karl (1859–1937), deutscher Bauingenieur
- Bernhard, Karl (1904–1993), Schweizer Biochemiker
- Bernhard, Klaus (* 1967), österreichischer Amateurastronom
- Bernhard, Lena (* 2001), deutsche Volleyballspielerin
- Bernhard, Lucian (1883–1972), deutscher Grafiker
- Bernhard, Ludger (1912–2010), deutscher römisch-katholischer Geistlicher
- Bernhard, Ludwig (1875–1935), deutscher Nationalökonom und Hochschullehrer
- Bernhard, Marc (* 1972), deutscher Politiker (AfD)Marc Bernhard (* 1972)

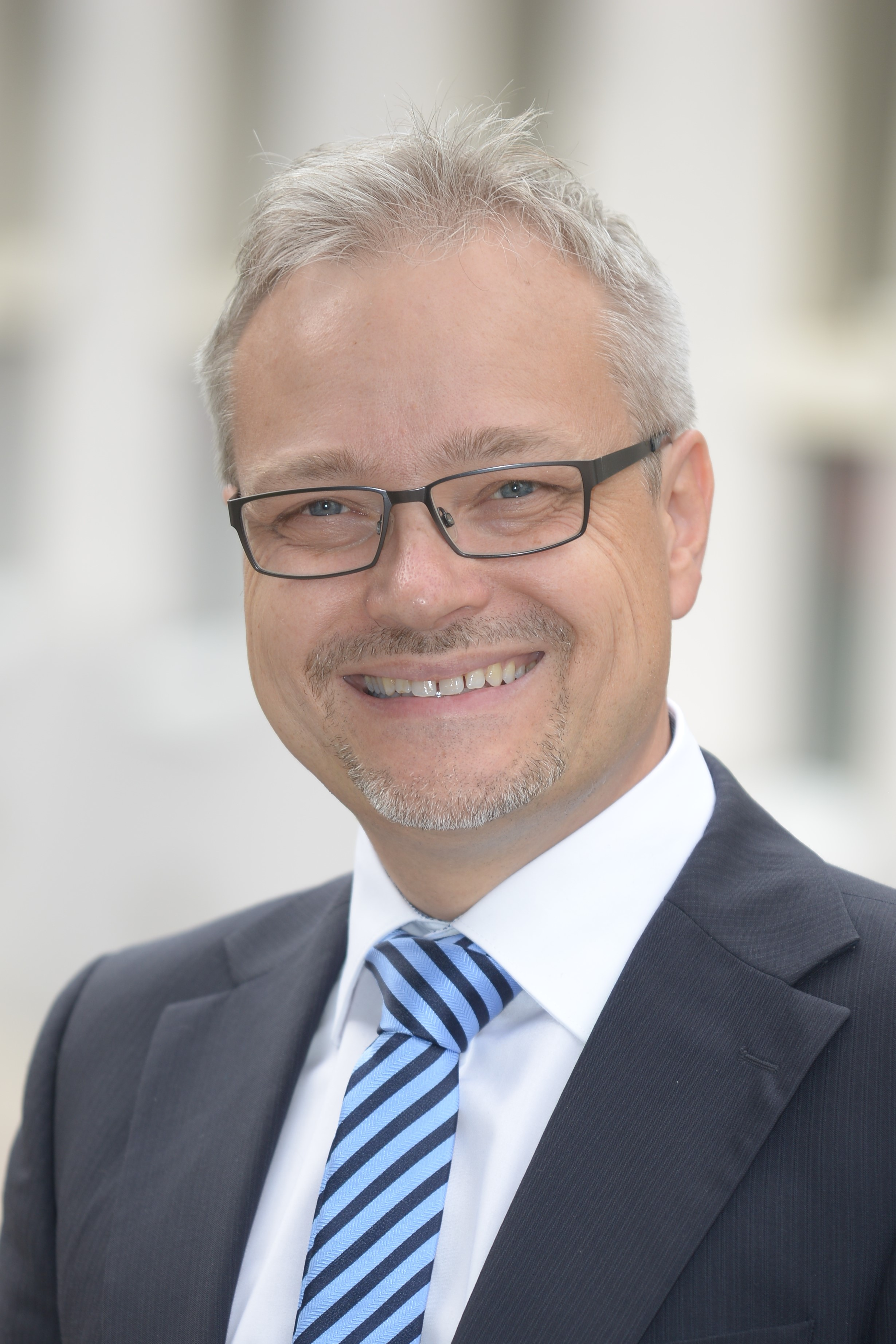
Marc Bernhard (* 1972)

- Bernhard, Marie (1852–1937), deutsche Schriftstellerin
- Bernhard, Markus (1921–2002), deutscher Handballweltmeister
- Bernhard, Martin (* 1971), österreichischer Fußballspieler und Trainer
- Bernhard, Michael (1949–2022), deutscher Musikhistoriker, mittellateinischer Philologe und Orgelforscher
- Bernhard, Michael (* 1979), deutscher Schauspieler, Autor und Regisseur
- Bernhard, Michael (* 1981), österreichischer Unternehmer und Politiker (NEOS), Abgeordneter zum Nationalrat
- Bernhard, Nadja (* 1975), österreichische Fernsehjournalistin und NachrichtensprecherinNadja Bernhard (* 1975)

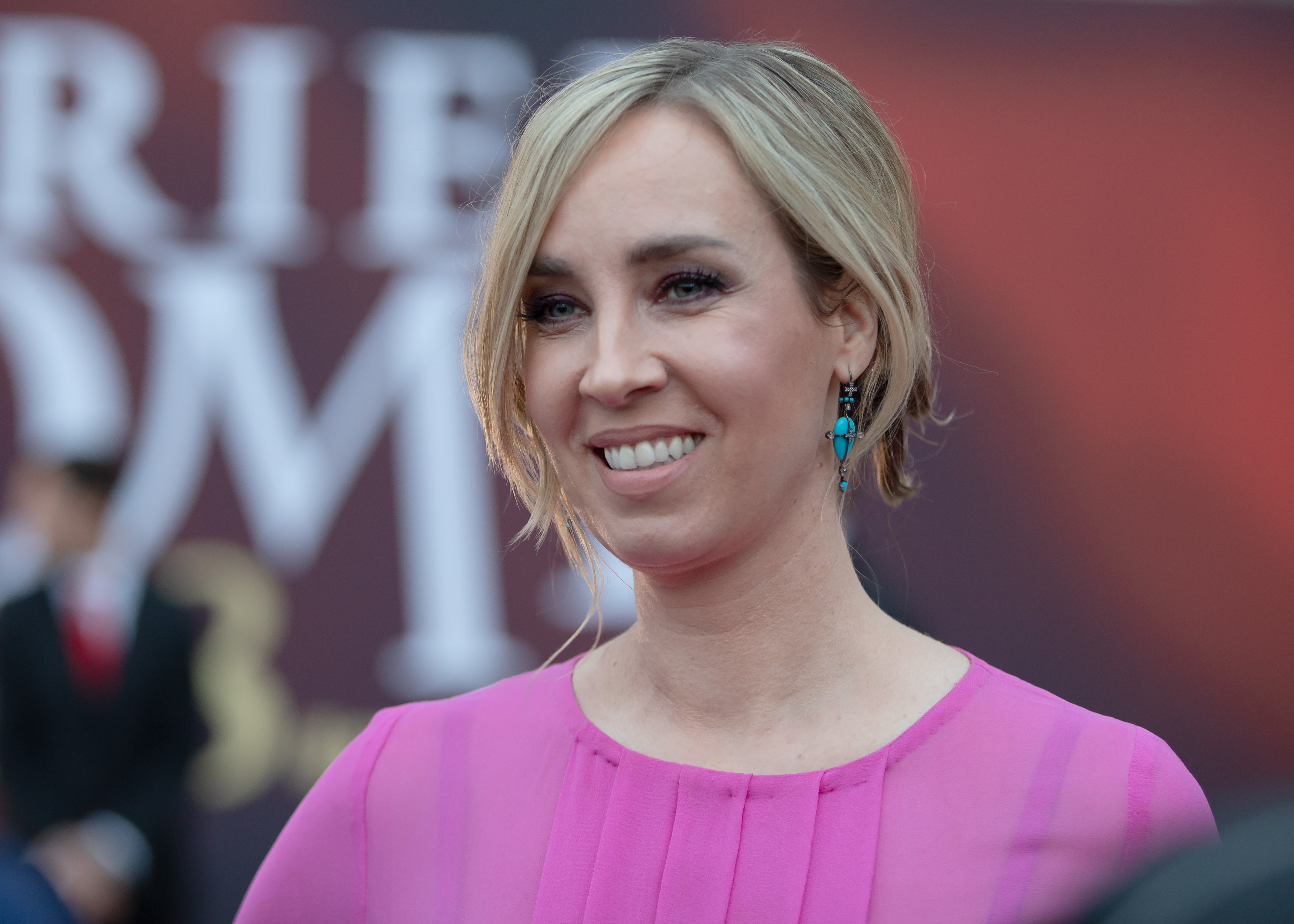
Nadja Bernhard (* 1975)

- Bernhard, Nikolaus (1881–1957), deutscher Gewerkschaftsvorsitzender und Politiker (SPD), MdR
- Bernhard, Olivier (* 1968), Schweizer Triathlet
- Bernhard, Oscar (1861–1939), Schweizer Arzt
- Bernhard, Otmar (* 1946), deutscher Politiker (CSU), MdL
- Bernhard, Otto (1880–1952), deutscher Politiker (NSDAP, SRP), MdBB
- Bernhard, Peter (* 1943), Schweizer Autorennfahrer
- Bernhard, Pieter Gerardus (1813–1880), niederländischer Porträt- und Genremaler sowie Lithograf
- Bernhard, Ramona (* 1988), deutsches Fotomodell
- Bernhard, Robert (1862–1943), deutscher Forstwissenschaftler
- Bernhard, Roland (* 1957), deutscher Jurist und Landrat
- Bernhard, Rolf (* 1949), Schweizer Leichtathlet
- Bernhard, Rudolf (1901–1962), Schweizer Schauspieler
- Bernhard, Rudolf von (1819–1887), deutschbaltisch-russischer Architekt und Hochschullehrer
- Bernhard, Rudolph (1934–2002), deutscher Journalist
- Bernhard, Ruth (1905–2006), deutsch-amerikanische Fotografin
- Bernhard, Sandra (* 1955), US-amerikanische Schauspielerin, Sängerin und Komikerin
- Bernhard, Sidney A. (1927–1988), US-amerikanischer Chemiker
- Bernhard, Silke, deutsche Voltigiererin
- Bernhard, Thomas (1931–1989), österreichischer SchriftstellerThomas Bernhard (1931–1989)

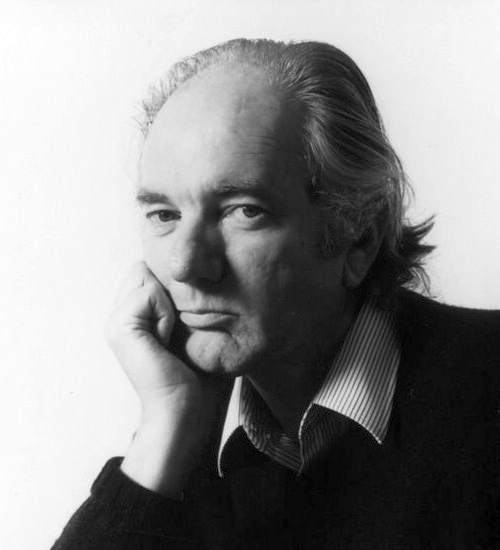
Thomas Bernhard (1931–1989)

- Bernhard, Timo (* 1981), deutscher Automobilrennfahrer
- Bernhard, Titus (* 1963), deutscher Architekt
- Bernhard, Wanda von (1879–1958), deutsche bzw. russische bzw. sowjetische Pianistin und Musikpädagogin
- Bernhard, Wilhelm (1920–1978), Schweizer Pathologe
- Bernhard, Wolfgang (* 1960), deutscher Manager und Vorstandsmitglied der Daimler AG
- Bernhard, Wolfram (1931–2022), deutscher Anthropologe
- Bernhard-von Luttitz, Marieluise (1913–1997), deutsche Schriftstellerin

###### Bernhardi
- Bernhardi, Adolf (1808–1883), deutscher Apotheker und Politiker, MdR
- Bernhardi, Albrecht Reinhard (1797–1849), deutscher Geologe
- Bernhardi, Anton (1813–1889), deutscher Arzt, Politiker und Erfinder
- Bernhardi, August Ferdinand (1769–1820), deutscher Sprachforscher und Schriftsteller
- Bernhardi, Bartholomäus (1487–1551), deutscher lutherischer Theologe
- Bernhardi, Daniel (1622–1707), deutscher Theologe und Generalsuperintendent
- Bernhardi, Elisabeth Eleonore (1768–1849), deutsche Schriftstellerin und Frauenrechtlerin
- Bernhardi, Ernst Wilhelm (1788–1852), deutscher Jurist und Politiker
- Bernhardi, Eugen von (1822–1910), preußischer Generalleutnant
- Bernhardi, Friedrich (1838–1916), deutscher Bergbauindustrieller
- Bernhardi, Friedrich von (1849–1930), preußischer General der Kavallerie und MilitärhistorikerFriedrich von Bernhardi (1849–1930)

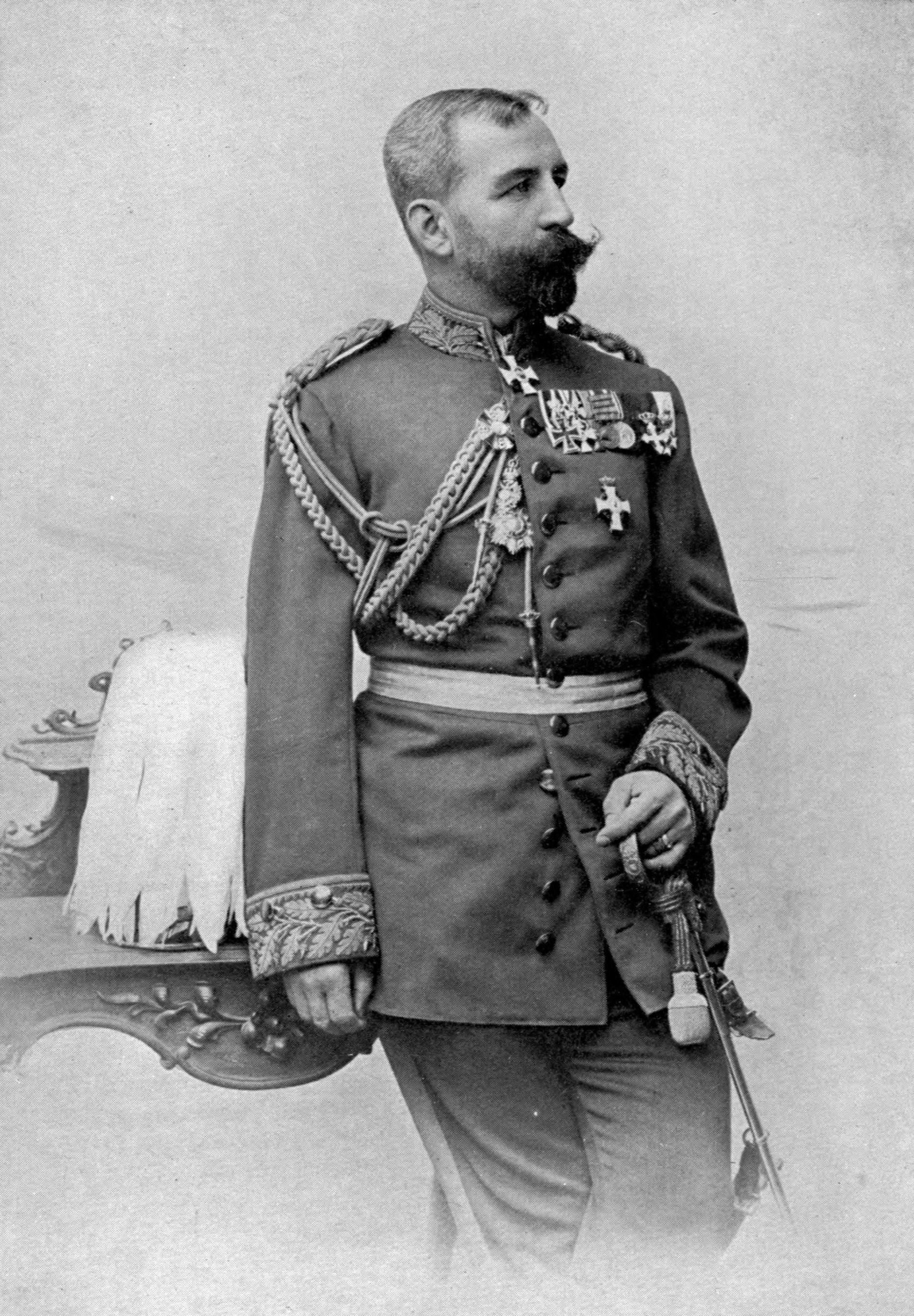
Friedrich von Bernhardi (1849–1930)

- Bernhardi, Heinrich (1848–1927), deutscher Reichsgerichtsrat
- Bernhardi, Johann Jakob (1774–1850), deutscher Botaniker
- Bernhardi, Johannes († 1534), deutscher Rhetoriker und Physiker
- Bernhardi, Karl (1799–1874), deutscher Autor und Politiker
- Bernhardi, Kurt (1847–1892), deutscher Pädagoge
- Bernhardi, Luise (1828–1914), deutsche Schriftstellerin
- Bernhardi, Otto von (1818–1897), preußischer General der Kavallerie
- Bernhardi, Theodor von (1802–1885), deutscher Diplomat und Historiker
- Bernhardi, Wilhelm (1800–1878), deutscher Schriftsteller
- Bernhardi, Wilhelm (1834–1921), deutscher Lehrer und Historiker
- Bernhardi, Wolfgang (1840–1896), deutscher Autor und Zeitschriftenherausgeber
- Bernhardin von Feltre (1439–1494), Franziskaner, Prediger und Gründer caritativer Leihanstalten
- Bernhardin von Siena (1380–1444), katholischer Heiliger durch aufopfernde KrankenpflegeBernhardin von Siena (1380–1444)

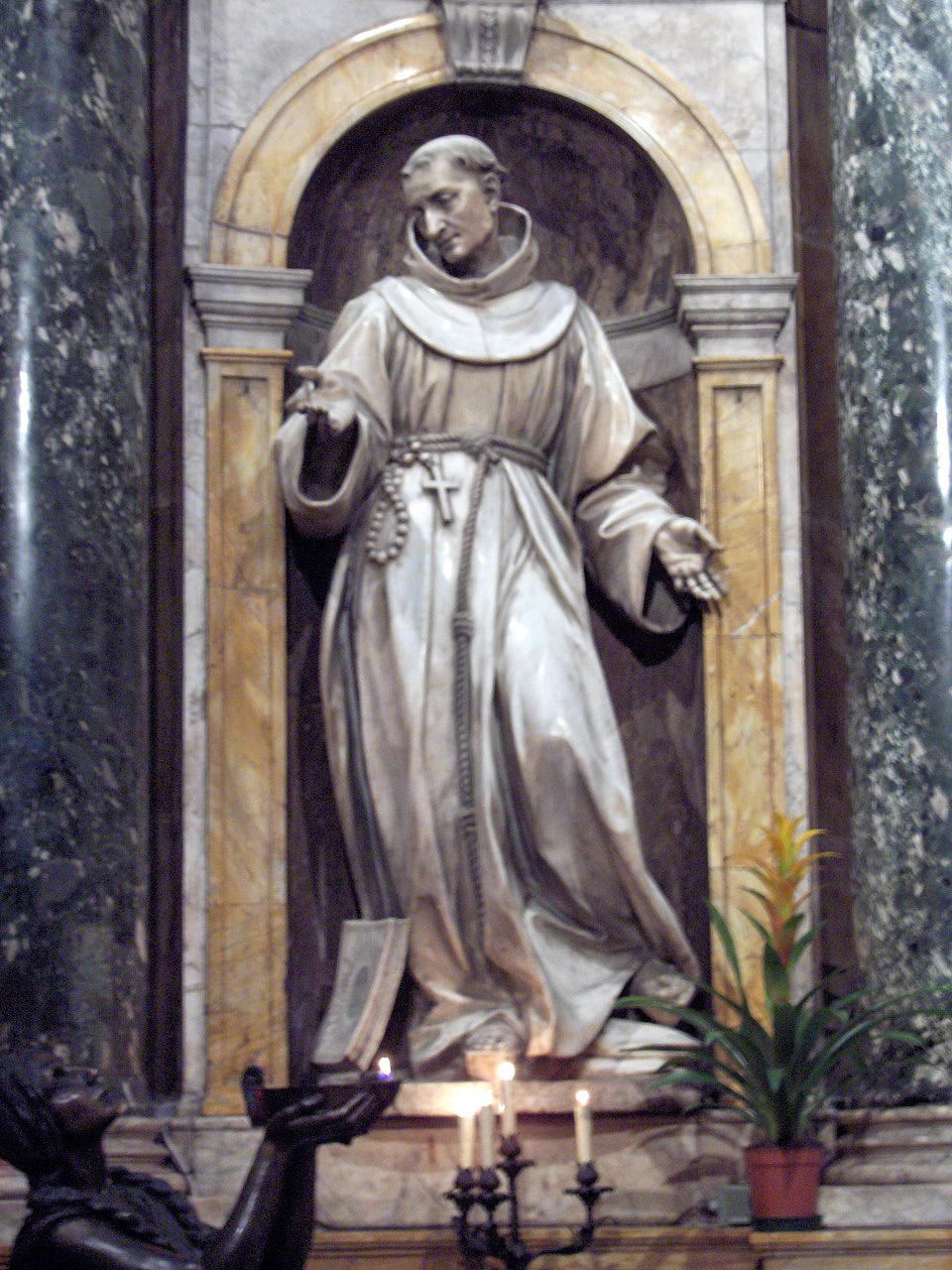
Bernhardin von Siena (1380–1444)

- Bernhardine Christiane Sophie von Sachsen-Weimar-Eisenach (1724–1757), Fürstin von Schwarzburg-Rudolstadt
- Bernhardine Sophia (1654–1726), Fürstäbtissin von Essen

###### Bernhards
- Bernhardsgrütter, Anton (1925–2015), Schweizer Maler, Zeichner, Lithograf und Textverfasser
- Bernhardsgrütter, Iris (* 1994), Schweizer Unihockeyspielerin
- Bernhardsson, Alexander (* 1998), schwedischer Fußballspieler

###### Bernhardt
- Bernhardt, Adelheid (1854–1915), deutsche Schriftstellerin und Schauspielerin
- Bernhardt, Alexandra (* 1974), deutsche Schriftstellerin, Übersetzerin und Herausgeberin
- Bernhardt, Anne-Julchen (* 1971), deutsche Architektin und Professorin
- Bernhardt, Arthur Henrique (* 1982), brasilianisch-italienischer Fußballspieler
- Bernhardt, August (1831–1879), deutscher Forstwirt
- Bernhardt, Carl-Johan (1946–2016), schwedischer Tischtennisspieler
- Bernhardt, Christian (* 1964), deutscher Schriftsteller und Hörspielautor
- Bernhardt, Christian Wilhelm (1815–1891), deutscher Pädagoge und Heimatforscher
- Bernhardt, Christoph (* 1957), deutscher Historiker
- Bernhardt, Claire (1860–1909), deutsche Schriftstellerin
- Bernhardt, Clyde (1905–1986), US-amerikanischer Jazz-Posaunist
- Bernhardt, Curtis (1899–1981), amerikanischer Regisseur deutscher Herkunft
- Bernhardt, Daniel (* 1965), Schweizer Stuntman und Schauspieler
- Bernhardt, Daniel (* 1985), deutscher Fußballspieler
- Bernhardt, David (* 1969), US-amerikanischer Jurist und Lobbyist
- Bernhardt, Dieter (* 1952), deutscher Fußballspieler und -trainer
- Bernhardt, Edgar (* 1986), kirgisischer Fußballspieler
- Bernhardt, Edmund (1885–1976), österreichischer Sportler
- Bernhardt, Emilie (* 2002), deutsche Fußballspielerin
- Bernhardt, Felix, deutscher DJ und Musikproduzent
- Bernhardt, Frank (* 1969), deutscher Fußballtrainer
- Bernhardt, Franz-Alexander (* 1951), deutscher Politiker (CDU), MdHB
- Bernhardt, Friederike (* 1986), deutsche Komponistin und Pianistin
- Bernhardt, Fritz (1897–1982), deutscher Meteorologe
- Bernhardt, Georg (1892–1964), deutscher Autor von Schachkompositionen
- Bernhardt, Georg (* 1936), deutscher Generalmajor der Bundeswehr
- Bernhardt, Gustav (1900–1969), deutscher Architekt, Bauunternehmer und Abgeordneter
- Bernhardt, Hannelore (1935–2023), deutsche Mathematik- und Wissenschaftshistorikerin
- Bernhardt, Hanns (* 1916), deutscher Film- und Theaterschauspieler
- Bernhardt, Hans (1906–1940), deutscher Bahnradsportler
- Bernhardt, Heinz (* 1926), deutscher Fußballtorwart
- Bernhardt, Helene (* 1873), deutsche Schriftstellerin
- Bernhardt, Horst (* 1951), deutscher Bobfahrer
- Bernhardt, Ingolf (* 1952), deutscher Physiker und Hochschullehrer
- Bernhardt, Jacqueline (* 1977), deutsche Rechtsanwältin und Politikerin (PDS, Die Linke)Jacqueline Bernhardt (* 1977)

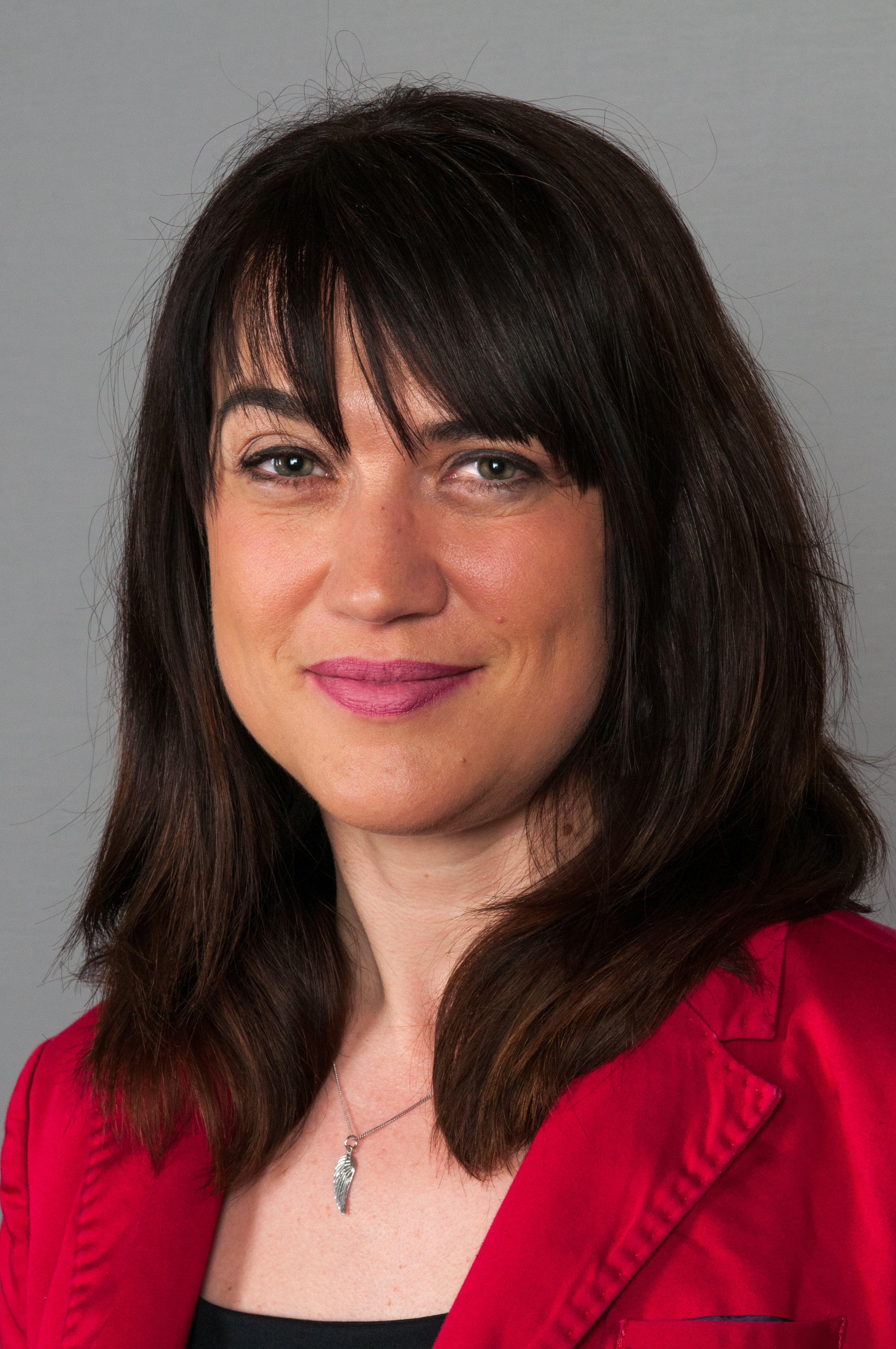
Jacqueline Bernhardt (* 1977)

- Bernhardt, Johann Christian (1710–1758), deutscher Arzt und Chemiker
- Bernhardt, Johannes (1897–1980), deutscher Waffenhändler, Generalvertreter von Mannesmann in Spanisch-Marokko
- Bernhardt, Josef (* 1960), österreichischer Künstler in den Bereichen Malerei, Objektkunst, Videofilm und Fotografie
- Bernhardt, Joseph (1805–1885), deutscher Porträtmaler
- Bernhardt, Jürgen (* 1938), deutscher Physiker und Strahlenschutzexperte
- Bernhardt, Karl, deutscher Politiker (NSDAP)
- Bernhardt, Karl-Heinz (1927–2004), deutscher Theologe, Agent und inoffizieller Mitarbeiter der DDR-Staatssicherheit
- Bernhardt, Karl-Heinz (* 1935), deutscher Meteorologe
- Bernhardt, Klaus (* 1968), deutschsprachiger Therapeut und Sachbuchautor
- Bernhardt, Ludwig, Opernsänger (Tenor)
- Bernhardt, Margit (* 1897), deutsche Eiskunstläuferin
- Bernhardt, Marianne (1940–2022), deutsche Schauspielerin, Hörspiel- und Synchronsprecherin
- Bernhardt, Markus (* 1959), deutscher Historiker und Geschichtsdidaktiker
- Bernhardt, Martin (1844–1915), deutscher Mediziner
- Bernhardt, Max (1906–1979), deutscher Schauspieler, Synchron- und Hörspielsprecher
- Bernhardt, Oliver (* 1976), deutscher Eishockeyspieler
- Bernhardt, Oskar Ernst (1875–1941), deutscher Gründer der Gralsbewegung
- Bernhardt, Otto (1942–2021), deutscher Politiker (CDU), MdL, MdB
- Bernhardt, Patrick (* 1951), französischer Fußballspieler
- Bernhardt, Rainer (* 1942), deutscher Althistoriker
- Bernhardt, Reinhold (* 1957), deutscher Theologe (Theologie und Dogmatik) und Hochschullehrer
- Bernhardt, Rüdiger (* 1940), deutscher Germanist und Skandinavist, inoffizieller Mitarbeiter der DDR-Staatssicherheit
- Bernhardt, Rudolf (* 1904), deutscher Jurist und Lokalpolitiker
- Bernhardt, Rudolf (* 1921), deutscher Verwaltungsjurist
- Bernhardt, Rudolf (1925–2021), deutscher Völkerrechtler, Präsident des Europäischen Gerichtshofs für Menschenrechte
- Bernhardt, Sarah (1844–1923), französische SchauspielerinSarah Bernhardt (1844–1923)

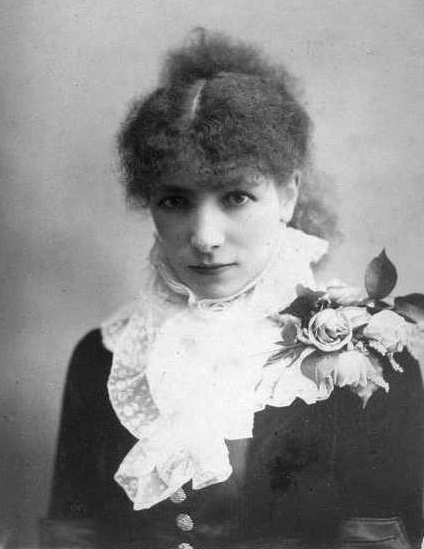
Sarah Bernhardt (1844–1923)

- Bernhardt, Thomas (* 1955), deutscher Grafiker und Stadthistoriker
- Bernhardt, Vipa (* 1982), deutsche Schwimmsportlerin
- Bernhardt, Walter (* 1936), deutscher Historiker und Archivar
- Bernhardt, Walter (* 1940), deutscher Politikwissenschafter und Akademieleiter
- Bernhardt, Warren (1938–2022), amerikanischer Jazzpianist
- Bernhardt, Wilfried (* 1954), deutscher Politiker (FDP), Staatssekretär in Sachsen
- Bernhardt, Willi (1928–2020), deutscher Unternehmer und Lobbyist
- Bernhardt, Wolfgang (1935–2024), deutscher Jurist und Unternehmensberater

###### Bernhardu
- Bernhardus Trevisanus (1406–1490), italienischer Alchemist

###### Bernhardy
- Bernhardy, Gottfried (1800–1875), deutscher Philologe
- Bernhardy, Werner (1884–1953), deutscher Schauspieler und Drehbuchautor
- Bernhardy, Werner (1918–2002), deutscher Drehbuchautor

##### Bernhart
- Bernhart, Birgit (* 1980), deutsche Fußballspielerin
- Bernhart, Joseph (1881–1969), deutscher Theologe, Religionswissenschaftler und Publizist
- Bernhart, Max (1883–1952), deutscher Numismatiker
- Bernhart, Milt (1926–2004), US-amerikanischer Posaunist und Jazz-Musiker
- Bernhart, Thomas (* 1965), österreichischer Facharzt für Zahn-, Mund- und Kieferheilkunde in Wien
- Bernhart, Toni (* 1971), italienischer Germanist und deutschsprachiger Autor
- Bernhart, Udo (* 1956), Südtiroler Fotograf und Fotojournalist

#### Bernhau
- Bernhauer, Konrad (1900–1975), deutscher Biochemiker und Hochschullehrer
- Bernhauer, Max (1866–1946), österreichischer Entomologe (Koleopterologe)
- Bernhauser, Augustin (1928–2004), österreichischer Geologe und Paläontologe

### Bernhe
- Bernheiden, Kurt (1927–2017), deutscher Politiker (NDPD), MdV
- Bernheier, Kurt (1928–2015), deutscher Hochschullehrer und Politiker (SED)
- Bernheim, Alfred (1885–1974), deutsch-israelischer Fotograf
- Bernheim, Antoine (1924–2012), französischer Bankier und Manager
- Bernheim, Benjamin (* 1985), französischer lyrischer TenorBenjamin Bernheim (* 1985)

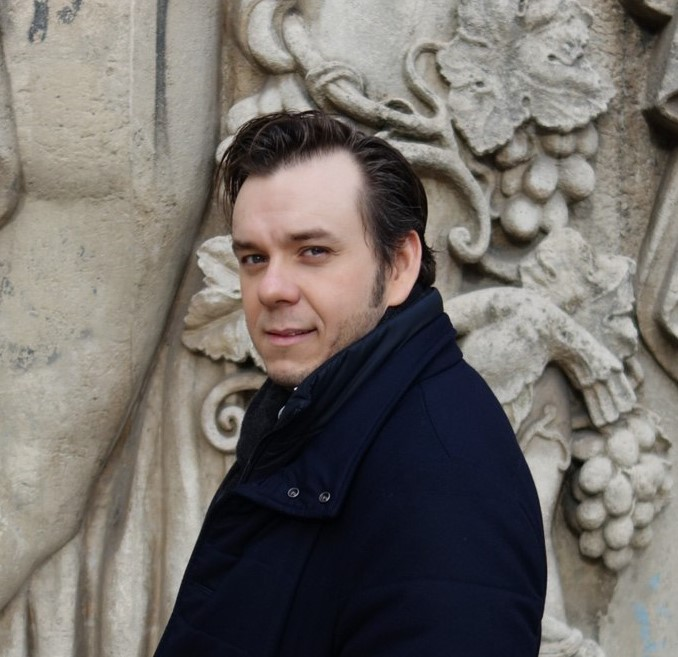
Benjamin Bernheim (* 1985)

- Bernheim, Douglas (* 1958), US-amerikanischer Wirtschaftswissenschaftler
- Bernheim, Emmanuèle (1955–2017), französische Schriftstellerin, Drehbuchautorin und Japanologin
- Bernheim, Ernst (1850–1942), deutscher Historiker
- Bernheim, Erwin (1925–2007), Schweizer Unternehmer der Uhrenbranche
- Bernheim, Gilles (* 1952), französischer Rabbiner und Schriftgelehrter
- Bernheim, Hippolyte (1840–1919), französischer Psychiater, Neurologe und Hypnologe
- Bernheim, Isaac Wolf (1848–1945), US-amerikanischer Unternehmer
- Bernheim, Ludwig (1884–1974), deutscher Politiker (SPD)
- Bernheim, Paulus (* 1923), deutscher römisch-katholischer Ordensbruder, Benediktiner und Märtyrer
- Bernheimer, Ilse (1892–1985), österreichische Malerin
- Bernheimer, Konrad O. (* 1950), deutscher Kunsthändler und Kunstsammler
- Bernheimer, Lehmann (1841–1918), deutscher Kaufmann und Mäzen
- Bernheimer, Otto (1877–1960), deutscher Kunstsammler und Antiquitätenhändler
- Bernheimer, Richard (1907–1958), deutscher Kunsthistoriker
- Bernheimer, Walter (1892–1937), österreichischer Astronom
- Bernher, Augustin († 1565), Schweizer evangelischer Geistlicher, Kirchenleiter in England
- Bernhere, Thomas, englischer Kaufmann und presbyterianischer Prediger, der in England und Marokko wirkte

### Bernhi
- Bernhisel, John Milton (1799–1881), US-amerikanischer Politiker

### Bernho
- Bernhof, Reinhard (* 1940), deutscher Dichter und Schriftsteller
- Bernhofer, Christian (* 1954), österreichischer Meteorologe, Klimatologe und Hochschullehrer
- Bernhofer, Friedrich (* 1951), österreichischer Politiker (ÖVP), oberösterreichischer Landtagsabgeordneter
- Bernhöft, Elisabeth (1880–1964), deutsche Pädagogin, erste Studentin der Universität Rostock
- Bernhöft, Franz (1852–1933), deutscher Rechtswissenschaftler, Professor an der Universität Rostock
- Bernhöft, Helmut (1931–2002), deutscher Stellmacher und Mitglied der Volkskammer der DDR
- Bernhoft, Jarle (* 1976), norwegischer Musiker und SongwriterJarle Bernhoft (* 1976)

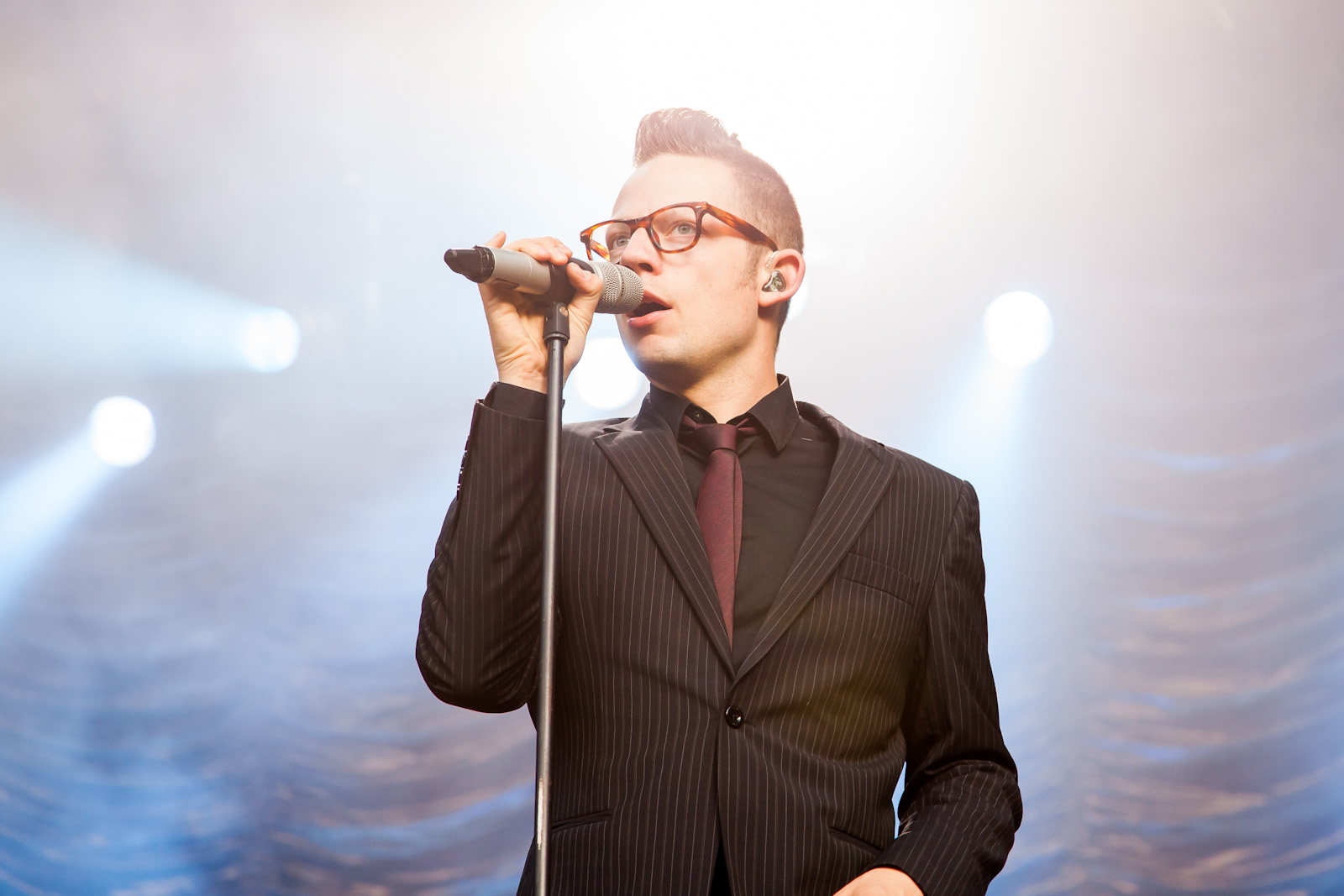
Jarle Bernhoft (* 1976)

- Bernhöft, Siegfried (1942–2025), deutscher Tenor, Gesangs- und Musikpädagoge, Chorleiter
- Bernholc, Michel (1941–2002), französischer Musiker, Komponist, Arrangeur und Produzent
- Bernhold, Barbara Christine von (1690–1756), Mätresse, Reichsgräfin, Großhofmeisterin
- Bernhold, Johann Balthasar (1687–1769), deutscher evangelischer Theologe, Geistlicher und Hochschullehrer
- Bernhold, Johann Gottfried (1720–1766), deutscher Historiker, Hochschullehrer und Dichter
- Bernhold, Johann Michael (1735–1797), deutscher Mediziner und Philologe
- Bernholm, Anna (* 1991), schwedische Judoka
- Bernholz, Peter (1929–2024), deutsch-schweizerischer Wirtschaftswissenschaftler

### Bernhu
- Bernhuber, Alexander (* 1992), österreichischer Politiker (ÖVP), MdEP